# Tunézia a 2000. évi nyári olimpiai játékokon
Tunézia az ausztráliai Sydneyben megrendezett 2000. évi nyári olimpiai játékok egyik részt vevő nemzete volt. Az országot az olimpián 10 sportágban 47 sportoló képviselte, akik érmet nem szereztek.

## Asztalitenisz
Férfi
| Versenyző   | Versenyszám | Csoportkör                                                                                | Csoportkör | 32-es főtábla     | Nyolcaddöntő      | Negyeddöntő       | Elődöntő          | Döntő             | Helyezés |
| Versenyző   | Versenyszám | Ellenfél Eredmény                                                                         | Hely.      | Ellenfél Eredmény | Ellenfél Eredmény | Ellenfél Eredmény | Ellenfél Eredmény | Ellenfél Eredmény | Helyezés |
| ----------- | ----------- | ----------------------------------------------------------------------------------------- | ---------- | ----------------- | ----------------- | ----------------- | ----------------- | ----------------- | -------- |
| Gdara Hamam | Egyes       | N csoport · Chang Yen-Shu (TPE) · 10–21, 11–21, 7–21 · Yi Ding (AUT) · 9–21, 17–21, 10–21 | 3.         | kiesett           | kiesett           | kiesett           | kiesett           | kiesett           | 49.      |

## Atlétika
Férfi
| Versenyző              | Versenyszám     | Előfutam | Előfutam | Előfutam | Negyeddöntő | Negyeddöntő | Negyeddöntő | Elődöntő | Elődöntő | Elődöntő | Döntő   | Döntő    |
| Versenyző              | Versenyszám     | Idő      | Hely.    | Össz.    | Idő         | Hely.       | Össz.       | Idő      | Hely.    | Össz.    | Idő     | Helyezés |
| ---------------------- | --------------- | -------- | -------- | -------- | ----------- | ----------- | ----------- | -------- | -------- | -------- | ------- | -------- |
| Szofjen Laábidi        | 400 m           | 45,84    | 3.       | 26.*     | 46,01       | 7.          | 29.         | kiesett  | kiesett  | kiesett  | kiesett | kiesett  |
| Mohamed Habib Bel Hadj | 800 m           | 1:49,14  | 7.       | 47.      |             |             |             | kiesett  | kiesett  | kiesett  | kiesett | kiesett  |
| Tahar Mansouri         | Maraton         |          |          |          |             |             |             |          |          |          | 2:20:33 | 38.      |
| Lotfi Turki            | 3000 m akadály  | 8:34,84  | 8.       | 23.      |             |             |             |          |          |          | kiesett | kiesett  |
| Hátem Gúla             | 20 km gyaloglás |          |          |          |             |             |             |          |          |          | 1:28:16 | 35.*     |

| Versenyző    | Versenyszám   | Selejtező | Selejtező | Döntő    | Döntő    |
| Versenyző    | Versenyszám   | Eredmény  | Helyezés  | Eredmény | Helyezés |
| ------------ | ------------- | --------- | --------- | -------- | -------- |
| Maher Ridane | Gerelyhajítás | 70,35 m   | 32.       | kiesett  | kiesett  |

Női
| Versenyző          | Versenyszám | Előfutam | Előfutam | Előfutam | Negyeddöntő | Negyeddöntő | Negyeddöntő | Elődöntő | Elődöntő | Elődöntő | Döntő   | Döntő    |
| Versenyző          | Versenyszám | Idő      | Hely.    | Össz.    | Idő         | Hely.       | Össz.       | Idő      | Hely.    | Össz.    | Idő     | Helyezés |
| ------------------ | ----------- | -------- | -------- | -------- | ----------- | ----------- | ----------- | -------- | -------- | -------- | ------- | -------- |
| Awatef Ben Hassine | 400 m       | 54,50    | 7.       | 43.      | kiesett     | kiesett     | kiesett     | kiesett  | kiesett  | kiesett  | kiesett | kiesett  |
| Fatma Lanouar      | 1500 m      | 4:11,87  | 8.       | 26.      |             |             |             | kiesett  | kiesett  | kiesett  | kiesett | kiesett  |

| Versenyző  | Versenyszám   | Selejtező | Selejtező | Döntő    | Döntő    |
| Versenyző  | Versenyszám   | Eredmény  | Helyezés  | Eredmény | Helyezés |
| ---------- | ------------- | --------- | --------- | -------- | -------- |
| Monia Kari | Diszkoszvetés | 56,32 m   | 23.       | kiesett  | kiesett  |

* - egy másik versenyzővel azonos eredményt ért el

## Birkózás
Kötöttfogású
| Versenyző         | Versenyszám | Csoportkör                                                                                               | Csoportkör | Negyeddöntő       | Elődöntő          | Bronz- mérkőzés   | Döntő             | Helyezés |
| Versenyző         | Versenyszám | Ellenfél Eredmény                                                                                        | Hely.      | Ellenfél Eredmény | Ellenfél Eredmény | Ellenfél Eredmény | Ellenfél Eredmény | Helyezés |
| ----------------- | ----------- | --- | ---------- | ----------------- | ----------------- | ----------------- | ----------------- | -------- |
| Mohamed Barguaoui | 58 kg       | 6. csoport · Rifat Yildiz (GER) · 0-4 · Nikonorov (RUS) · 0-11 · Constantin Borăscu (ROU) · 0-7          | 4.         | kiesett           | kiesett           | kiesett           | kiesett           | 20.      |
| Amor Bach Hanba   | 85 kg       | 6. csoport · Fritz Aanes (NOR) · 12-0 · Gotcha Tsitsiashvili (ISR) · 1-11 · Yury Vitt (UZB) · 1-4        | 3.         | kiesett           | kiesett           | kiesett           | kiesett           | 16.      |
| Hassan Fkiri      | 97 kg       | 6. csoport · David Saldadze (UKR) · 0-9 · Mindaugas Ežerskis (LTU) · 3-6 · Szjarhej Listvan (BLR) · 0-10 | 4.         | kiesett           | kiesett           | kiesett           | kiesett           | 17.      |
| Omrane Ayari      | 130 kg      | 5. csoport · Rulon Gardner (USA) · 2-7 · Giuseppe Giunta (ITA) · 0-4 · Hajkaz Galsztjan (ARM) · 2-3      | 4.         | kiesett           | kiesett           | kiesett           | kiesett           | 15.      |

## Cselgáncs
Férfi
| Versenyző        | Versenyszám  | Selejtező                          | 32-es főtábla                        | Nyolcaddöntő                         | Negyeddöntő       | Elődöntő          | Vigaszág első kör                     | Vigaszág negyeddöntő                 | Vigaszág elődöntő | Bronz- mérkőzés   | Döntő             | Helyezés    |
| Versenyző        | Versenyszám  | Ellenfél Eredmény                  | Ellenfél Eredmény                    | Ellenfél Eredmény                    | Ellenfél Eredmény | Ellenfél Eredmény | Ellenfél Eredmény                     | Ellenfél Eredmény                    | Ellenfél Eredmény | Ellenfél Eredmény | Ellenfél Eredmény | Helyezés    |
| ---------------- | ------------ | ---------------------------------- | ------------------------------------ | ------------------------------------ | ----------------- | ----------------- | ------------------------------------- | ------------------------------------ | ----------------- | ----------------- | ----------------- | ----------- |
| Makrem Ayed      | Légsúly      | Adrian Robertson (AUS) · 1110-0010 | Marek Matuszek (SVK) · 0000-1000     | kiesett                              | kiesett           | kiesett           |                                       |                                      |                   |                   |                   | helyezetlen |
| Anísz Lúnífi     | Harmatsúly   | erőnyerő                           | Nakamura Jukimasza (JPN) · 0100-0201 | kiesett                              | kiesett           | kiesett           |                                       |                                      |                   |                   |                   | helyezetlen |
| Hassen Moussa    | Könnyűsúly   | erőnyerő                           | Martin Schmidt (GER) · 0010-0001     | Giuseppe Maddaloni (ITA) · 0000-1000 |                   |                   | Travolta Waterhouse (SAM) · 1020-0000 | Vsevolods Zeļonijs (LAT) · 0010-1000 | kiesett           | kiesett           |                   | 9.          |
| Abdessalem Arous | Váltósúly    | erőnyerő                           | Graeme Randall (GBR) · 0000-1000     | kiesett                              | kiesett           | kiesett           |                                       |                                      |                   |                   |                   | helyezetlen |
| Skander Hachicha | Középsúly    |                                    | Khaled Meddah (ALG) · 0010-0001      | Josida Hidehiko (JPN) · 0010-1010    | kiesett           | kiesett           |                                       |                                      |                   |                   |                   | helyezetlen |
| Sadok Khalki     | Félnehézsúly | erőnyerő                           | Daniel Rusitovic (AUS) · 0022-0010   | Luigi Guido (ITA) · 0000-1010        |                   |                   | Armen Bagdasarov (UZB) · 0000-1000    | kiesett                              | kiesett           | kiesett           |                   | 13.         |

Női
| Versenyző       | Versenyszám | Selejtező                    | Nyolcaddöntő                        | Negyeddöntő       | Elődöntő          | Vigaszág első kör               | Vigaszág negyeddöntő              | Vigaszág elődöntő | Bronz- mérkőzés   | Döntő             | Helyezés    |
| Versenyző       | Versenyszám | Ellenfél Eredmény            | Ellenfél Eredmény                   | Ellenfél Eredmény | Ellenfél Eredmény | Ellenfél Eredmény               | Ellenfél Eredmény                 | Ellenfél Eredmény | Ellenfél Eredmény | Ellenfél Eredmény | Helyezés    |
| --------------- | ----------- | ---------------------------- | ----------------------------------- | ----------------- | ----------------- | ------------------------------- | --------------------------------- | ----------------- | ----------------- | ----------------- | ----------- |
| Hayet Rouini    | Légsúly     | Ann Simons (BEL) · 0000-0011 | kiesett                             | kiesett           | kiesett           |                                 |                                   |                   |                   |                   | helyezetlen |
| Szaída ez-Záhri | Váltósúly   | erőnyerő                     | Anja von Rekowski (GER) · 0001-0020 |                   |                   | Karen Roberts (GBR) · 1010-0000 | Csong Szongszuk (KOR) · 0000-0001 | kiesett           | kiesett           |                   | 7.          |
| Nesria Traki    | Középsúly   | Qin Dongya (CHN) · 0010-0001 | Edith Bosch (NED) · 0010-0100       | kiesett           | kiesett           |                                 |                                   |                   |                   |                   | helyezetlen |

## Evezés
Férfi
| Versenyző         | Versenyszám  | Előfutam | Előfutam | Vigaszág | Vigaszág | Elődöntő | Elődöntő | Elődöntő | Döntő | Döntő   | Döntő | Helyezés |
| Versenyző         | Versenyszám  | Idő      | Hely.    | Idő      | Hely.    | Típus    | Idő      | Hely.    | Típus | Idő     | Hely. | Helyezés |
| ----------------- | ------------ | -------- | -------- | -------- | -------- | -------- | -------- | -------- | ----- | ------- | ----- | -------- |
| Riadh Ben Khedher | Egypárevezős | 7:59,75  | 5.       | 7:53,95  | 5.       | C/D      | 7:47,86  | 6.       | D     | 7:54,45 | 5.    | 22.      |

Női
| Versenyző       | Versenyszám  | Előfutam | Előfutam | Vigaszág | Vigaszág | Elődöntő | Elődöntő | Elődöntő | Döntő   | Döntő   | Döntő   | Helyezés |
| Versenyző       | Versenyszám  | Idő      | Hely.    | Idő      | Hely.    | Típus    | Idő      | Hely.    | Típus   | Idő     | Hely.   | Helyezés |
| --------------- | ------------ | -------- | -------- | -------- | -------- | -------- | -------- | -------- | ------- | ------- | ------- | -------- |
| Ibtiszem Trímes | Egypárevezős | 8:32,05  | 5.       | 8:28,43  | 4.       | C/D      | 8:30,60  | 3.       | kiesett | kiesett | kiesett | 18.      |

## Kézilabda

### Férfi
| Tunéziai férfi kézilabdacsapat-játékoskeret                                                           | Tunéziai férfi kézilabdacsapat-játékoskeret                                                                               |
| --- | --- |
| - Ali Madi - Anouar Ayed - Dhaker Seboui - Haikel Meguennem - Issam Tej - Makrem Jerou - Mohamed Madi | - Mohamed Messaoudi - Mohamed Riadh Sanaa - Oualid Ben Amor - Ouissem Bousnina - Ouissem Hmam - Slim Zehani - Sobhi Sioud |

#### Eredmények
Csoportkör
B csoport
| Csapat              | M | Gy | D | V | G+  | G–  | Gk  | P  |
| ------------------- | - | -- | - | - | --- | --- | --- | -- |
| Svédország (SWE)    | 5 | 5  | 0 | 0 | 155 | 121 | +34 | 10 |
| Franciaország (FRA) | 5 | 3  | 1 | 1 | 120 | 104 | +16 | 7  |
| Spanyolország (ESP) | 5 | 3  | 0 | 2 | 144 | 126 | +18 | 6  |
| Szlovénia (SLO)     | 5 | 2  | 1 | 2 | 137 | 127 | +10 | 5  |
| Tunézia (TUN)       | 5 | 1  | 0 | 4 | 111 | 117 | –6  | 2  |
| Ausztrália (AUS)    | 5 | 0  | 0 | 5 | 106 | 178 | –72 | 0  |

| 2000. szeptember 16. 16:30 | Spanyolország (ESP) | 24–22   | Tunézia (TUN) | Játékvezetők: Marjan Nacsevszki, Dragan Nacsevszki (MKD) |
| 2000. szeptember 16. 16:30 | Dujsebajev 7        | (12–10) | Ben Amor 6    | Játékvezetők: Marjan Nacsevszki, Dragan Nacsevszki (MKD) |
| 2000. szeptember 16. 16:30 | 7× 3× 1×            |         | 5× 3×         | Játékvezetők: Marjan Nacsevszki, Dragan Nacsevszki (MKD) |

| 2000. szeptember 18. 11:30 | Tunézia (TUN)   | 17–20   | Franciaország (FRA) | Játékvezetők: Hyung-Kyun Chung, Kyu Ha Lim (KOR) |
| 2000. szeptember 18. 11:30 | három játékos 4 | (11–11) | három játékos 4     | Játékvezetők: Hyung-Kyun Chung, Kyu Ha Lim (KOR) |
| 2000. szeptember 18. 11:30 | 3× 3×           |         | 3× 2×               | Játékvezetők: Hyung-Kyun Chung, Kyu Ha Lim (KOR) |

| 2000. szeptember 20. 9:30 | Svédország (SWE) | 27–18   | Tunézia (TUN) | Játékvezetők: Juri Litvinov, Valeri Khudoerko (RUS) |
| 2000. szeptember 20. 9:30 | Lövgren 10       | (13–11) | Ben Amor 5    | Játékvezetők: Juri Litvinov, Valeri Khudoerko (RUS) |
| 2000. szeptember 20. 9:30 | 5× 3×            |         | 3× 3×         | Játékvezetők: Juri Litvinov, Valeri Khudoerko (RUS) |

| 2000. szeptember 22. 14:30 | Tunézia (TUN) | 34–24   | Ausztrália (AUS) | Játékvezetők: Branka Maric, Zorica Gardinovacki (YUG) |
| 2000. szeptember 22. 14:30 | M. Madi 8     | (15–11) | Groenintwoud 6   | Játékvezetők: Branka Maric, Zorica Gardinovacki (YUG) |
| 2000. szeptember 22. 14:30 | 3× 3×         |         | 4× 3×            | Játékvezetők: Branka Maric, Zorica Gardinovacki (YUG) |

| 2000. szeptember 24. 9:30 | Szlovénia (SLO) | 22–20  | Tunézia (TUN) | Játékvezetők: Jan Boye, Bjarne-Munk Jensen (DEN) |
| 2000. szeptember 24. 9:30 | Pungartnik 7    | (9–12) | M. Madi 7     | Játékvezetők: Jan Boye, Bjarne-Munk Jensen (DEN) |
| 2000. szeptember 24. 9:30 | 4× 3×           |        | 5× 3×         | Játékvezetők: Jan Boye, Bjarne-Munk Jensen (DEN) |

A 9. helyért
| 2000. szeptember 26. 11:30 | Dél-Korea (KOR) | 24–19  | Tunézia (TUN) | Játékvezetők: Marek Tomaszewski, Neil Adams (AUS) |
| 2000. szeptember 26. 11:30 | Pak Mincshol 6  | (13–7) | A. Madi 6     | Játékvezetők: Marek Tomaszewski, Neil Adams (AUS) |
| 2000. szeptember 26. 11:30 | 2× 3×           |        | 3× 3×         | Játékvezetők: Marek Tomaszewski, Neil Adams (AUS) |

| Csapat        | Helyezés |
| ------------- | -------- |
| Tunézia (TUN) | 10.      |

## Ökölvívás
| Versenyző              | Versenyszám   | Selejtező                       | Nyolcaddöntő                       | Negyeddöntő       | Elődöntő          | Döntő             | Helyezés |
| Versenyző              | Versenyszám   | Ellenfél Eredmény               | Ellenfél Eredmény                  | Ellenfél Eredmény | Ellenfél Eredmény | Ellenfél Eredmény | Helyezés |
| ---------------------- | ------------- | ------------------------------- | ---------------------------------- | ----------------- | ----------------- | ----------------- | -------- |
| Moez Zemzemi           | Harmatsúly    | Guillermo Rigondeaux (CUB) · KO | kiesett                            | kiesett           | kiesett           | kiesett           | 17.      |
| Naoufel Ben Rabah      | Könnyűsúly    | David Jackson (USA) · 7-19      | kiesett                            | kiesett           | kiesett           | kiesett           | 17.      |
| Sami Khelifi           | Kisváltósúly  | Alekszandr Leonov (RUS) · 9-14  | kiesett                            | kiesett           | kiesett           | kiesett           | 17.      |
| Kamel Chater           | Váltósúly     | erőnyerő                        | Ruslan Xeyirov (AZE) · 8-13        | kiesett           | kiesett           | kiesett           | 9.       |
| Mohamed Salah Marmouri | Nagyváltósúly | Adama Osumanu (GHA) · 16-1      | Juan Hernández Sierra (CUB) · 3-19 | kiesett           | kiesett           | kiesett           | 9.       |

## Súlyemelés
Férfi
| Versenyző    | Versenyszám | Szakítás | Szakítás | Lökés    | Lökés    | Összesen | Helyezés |
| Versenyző    | Versenyszám | Eredmény | Helyezés | Eredmény | Helyezés | Összesen | Helyezés |
| ------------ | ----------- | -------- | -------- | -------- | -------- | -------- | -------- |
| Júszef Szbái | 69 kg       | 142,5    | 11.*     | 177,5    | 10.      | 320,0    | 10.      |

* - egy másik versenyzővel azonos eredményt ért el

## Úszás
Férfi
| Versenyző         | Versenyszám  | Előfutam | Előfutam | Előfutam | Elődöntő | Elődöntő | Elődöntő | Döntő   | Döntő    |
| Versenyző         | Versenyszám  | Idő      | Hely.    | Össz.    | Idő      | Hely.    | Össz.    | Idő     | Helyezés |
| ----------------- | ------------ | -------- | -------- | -------- | -------- | -------- | -------- | ------- | -------- |
| Uszáma el-Mellúli | 400 m vegyes | 4:41,97  | 3.       | 43.      |          |          |          | kiesett | kiesett  |

## Vívás
Férfi
| Versenyző       | Versenyszám | Selejtező                   | 32-es főtábla     | Nyolcaddöntő      | Negyeddöntő       | Elődöntő          | Bronz- mérkőzés   | Döntő             | Helyezés |
| Versenyző       | Versenyszám | Ellenfél Eredmény           | Ellenfél Eredmény | Ellenfél Eredmény | Ellenfél Eredmény | Ellenfél Eredmény | Ellenfél Eredmény | Ellenfél Eredmény | Helyezés |
| --------------- | ----------- | --------------------------- | ----------------- | ----------------- | ----------------- | ----------------- | ----------------- | ----------------- | -------- |
| Máher Ben Azíza | Tőr, egyéni | Sławomir Mocek (POL) · 2-15 | kiesett           | kiesett           | kiesett           | kiesett           | kiesett           | kiesett           | 39.      |